# باشگاه فوتبال حی العرب
باشگاه فوتبال حی العرب (عربی: نادي حي العرب الرياضي) یک باشگاه فوتبال در شهر بور سودان، ایالت دریای سرخ، سودان است.
این باشگاه که در سال ۱۹۲۸ تاسیس شده سابقه ۲ نایب قهرمانی در لیگ برتر فوتبال سودان را در کارنامه دارد.